# Prostice
Prostice je stará česká míra objemu neurčité velikosti, jenž se kdysi používala pro odměřování soli - její používání bylo doloženo např. v Prachaticích v polovině 17. století. 
Její faktická velikost je pouze odhadována, měla by prý činit okolo 73 litrů.

## Použitý zdroj
- Malý slovník jednotek měření, vydalo nakladatelství Mladá fronta v roce 1982, katalogové číslo 23-065-82